# Taito Hashimoto
Hashimoto Taito (橋本汰斗) là một diễn viên, ca sĩ, dancer Nhật Bản, là cựu thành viên của D-Boys và là thành viên hiện tại của Fizzy pop.

## Tiểu sử
Hashimoto Taito đã tham gia buổi thử giọng D-Boys lần thứ 5 vào năm 2008 và lọt vào vòng chung kết. Anh gia nhập đoàn kịch và bắt đầu diễn xuất ngay sau đó. Hai vai diễn nổi tiếng nhất của anh ấy là thiên tài quần vợt Fuji Shusuke trong vở nhạc kịch Prince of Tennis và Greeed Kazari của Kamen Rider OOO. Hashimoto gia nhập D-Boys vào tháng 12 năm 2008. Anh ấy nổi tiếng với những hoạt động sân khấu, và đã tham gia nhiều sản phẩm của những công ty sân khấu khác nhau kể từ khi ra mắt. Hashimoto là một diễn viên đa năng, được đánh giá rằng "sở hữu ngoại hình thú vị" và có " một đôi mắt điên rồ". Nói về khả năng vũ đạo, anh ấy có thể nhảy tốt nhiều thể loại và phong cách khác nhau.
Hashimoto Taito là con trai của Hashimoto Jin, ca sĩ hát Aozora ni Naru (ending của Kuuga) và Blue Lower (opening của Kuuga). Giọng của anh ấy khá giống với giọng của cha mình.

## Sự nghiệp

### TV
- Kazari (カザリ) trong Kamen Rider OOO (2010)
- Kiryuu Hijiri (桐生聖) trong My Love's Bakery (2012)
- Khách mời trong Akibaranger ss2 ep 8 (2013)
- Shibata (シバタ) trong Garo Makai no Hana ep 9 (2014)

### Movies
- Kazari (カザリ) trong Kamen Rider × Kamen Rider OOO & W feat. Skull: Movie Taisen Core (2010)
- Kazari (カザリ) trong Kamen Rider OOO Wonderful: The Shogun and the 21 Core Medals (2011)

### Net movies
- Kazari (カザリ) trong Kamen Rider OOO All Stars: The 21 Stars and the Core Medals (2011)

### Stages
- Prince of tennis - vai Fuji Shuusuke (不二周助)   
  - The Treasure Match Shintenhoji feat.Hyotei (2009)
  - Dream Live 6th (2009)
  - The Final Match Rikkai First feat.Shintenhoji (2009)
  - The Final Match Rikkai Second feat.The Rivals(2009)
  - Dream Live 7th (2010)
- D-Boys STAGE
  - Kuga Gen trong vol.3. "Raven ~ Karasu ~ 04" (2009)
  - Abe trong trial-2 Last Game (2010)
  - Katayama Ken trong 9th Kensatsugawa no Shounin (2011)
  - Tooru trong 10th Samishii Magnet (2012)
  - Park Choru Jin trong 13th Chonganne (2013)
- Avery trong vol 12 Western Mode(2010)
- Kiryuu Hijiri trong My Love's Bakery(2011)
- Mark trong Altar Boyz (2012)
- Gillede trong The Alucard Show (2013)
- Hashimoto trong Hiryuuden (2013)
- CLUB SEVEN9th stage! (2013)
- Yashamaru trong Chinu no Chikai (2014)
- Samon Goku trong Nabaka (2017)

### Promotional
- D-Boys DVD 
  - Natsu Doko (2009)
  - Haru Doko (2011)
  - 10 years Premium D-Live
- Photobok
  - D-BOYS third Photobook "Dash" (2008)
  - D-BOYS fourth Photobook "Darling" (2010)
- Idol DVD
  - D-BOYS BOY FRIEND series vol.9 "Hashimoto Taito TIGHT RIZM" (2010)